# Micky Arison
Micky Arison (ur. 29 czerwca 1949 w Tel Awiwie) – amerykańsko-izraelski przedsiębiorca, miliarder, w latach 1979–2013 dyrektor generalny Carnival Corporation & plc, a od sierpnia 2013 prezes zarządu, właściciel klubu koszykarskiego z ligi NBA – Miami Heat.

## Życiorys
Jego ojcem był Ted Arison, współzałożyciel Carnival Corporation. Ma dwójkę rodzeństwa: siostrę Szari i brata Kamesa. Rozpoczął naukę na Uniwersytecie Miami, jednak nie ukończył studiów. Magazyn Forbes szacował jego majątek na 5,9 mld dolarów, co klasyfikuje go jako 211 najbogatszą osobę na świecie.
Od 1995 pozostaje właścicielem Miami Heat. W tym czasie klub wygrał trzykrotnie Finały NBA: w 2006, 2012 oraz 2013.